# Dienstgespräch
Dienstgespräch (auch Fachgespräch, englisch business call) ist im engeren Sinne ein Gespräch zwischen mindestens zwei Arbeitspersonen, das während der Arbeitszeit durch Telefon oder Handy stattfindet, Arbeitsinhalte zum Gegenstand hat und in Ausübung des Berufes erfolgt.
Dienstgespräche werden mit Arbeitsmitteln geführt und gehören zur Arbeitsleistung. Sie dienen dem Austausch von Informationen über bestimmte Themen eines Fachgebiets oder Geschäfts. Wie bei jedem Gespräch sind auch hierbei Gesprächsregeln zu beachten. Grundregel ist, dass beim Telefongespräch die persönliche Anwesenheit nicht erforderlich sein muss. Wegen der Telefongebühren ist der Gesprächsstoff möglichst komprimiert abzuhandeln und dem Gesprächspartner dennoch ausreichend Gelegenheit zur Replik zu geben. Bei Telefonkonferenzen oder Videokonferenzen sind meist auch mehr als zwei Personen beteiligt. Dienstgespräche werden am Arbeitsort geführt, der als statischer Arbeitsort im Büro oder in der Werkstatt, aber auch als mobiler Arbeitsort eine Baustelle sein kann. Auch im Arbeitszimmer werden Dienstgespräche geführt.
Gegensatz zum Dienstgespräch ist das während der Arbeitszeit geführte Privatgespräch. Es ist von arbeitsrechtlicher Bedeutung und darf von Arbeitnehmern während der Arbeitszeit nur unter bestimmten Voraussetzungen geführt werden (siehe Nutzung von dienstlichen Arbeitsmitteln für private Zwecke). Eine Betriebsvereinbarung kann die „Erfassung der vollen Zielnummer bei Dienstgesprächen und Privatgesprächen aus dienstlichem Anlass erlauben“, wenn daneben Privatgespräche ohne Erfassung geführt werden können. Die Erfassung mit dem Ziel der Missbrauchs- und Kostenkontrolle ist erlaubt, nicht aber eine sonstige Leistungskontrolle. Heutige Telefonanlagen können nicht nur deren Verrechnung übernehmen, sondern auch die Dienstgespräche über bestimmte Codes einzelnen Geschäftszahlen, Geschäftsvorgängen oder Forschungsprojekten zuordnen. Im Mobilfunk steht mit dem GSM-Merkmal Alternate Line Service eine alternative Rufnummer zur Verfügung, durch deren Nutzung sich Dienst- und Privatgespräche über den Anbieter getrennt abrechnen lassen.

## Gesprächsinhalte
Es dürfen ausschließlich Sachverhalte zur Sprache kommen, die Sachfragen und nicht persönliche Beurteilungen oder Personalangelegenheiten betreffen. Auch andere geheime oder datenschutzrelevante Inhalte sollten nicht Gegenstand eines Telefonats sein. Über wichtige Dienstgespräche werden im Regelfall nachträglich Aktenvermerke oder Protokolle angefertigt, damit der Gesprächsinhalt beweiskräftig dokumentiert ist. Bei Dienstgesprächen mit Personen außerhalb des Unternehmens oder außerhalb der Behörde (etwa Kunden, Auftraggebern, Antragstellern) kann auch eine Bestätigung des Gesprächs durch Brief ratsam sein (kaufmännisches Bestätigungsschreiben).
Die bedeutendsten Dienstgespräche mit erheblichem Kapitaleinsatz finden im Rahmen des Telefonhandels statt, bei dem die Kreditinstitute Basiswerte wie Geld, Devisen, Edelmetalle, Sorten, Wertpapiere oder sonstige Finanzinstrumente untereinander oder mit Nichtbanken austauschen und die jeweilige Gegenleistung des Kontrahenten vereinbaren. Um Missverständnisse vorzubeugen, wird eine bestimmte Handelssprache (Börsenjargon) verwendet.

## Dienstbesprechung
Besprechungen informieren, bereiten Entscheidungen vor, dienen der Planung oder Beratung. Neben dem Mitarbeitergespräch und der Mitarbeiterbesprechung steht dem Vorgesetzten als weiteres wesentliches Führungsmittel die Dienstbesprechung zur Verfügung. Sie stellen ein Führungsmittel dar, so dass persönliche Anwesenheit erforderlich ist. Auch über die Besprechungen werden im Regelfall nachträglich Aktenvermerke angefertigt, damit der Gesprächsinhalt beweiskräftig dokumentiert ist.